# Pechanga Resort & Casino
Pechanga Resort & Casino es un casino en la Reserva India Pechanga en Temecula, California (Estados Unidos). Es el casino más grande en el estado de California, con 3.400 máquinas tragamonedas y aproximadamente 188 000 ft² (17 465,8 m²) de espacio de juego.

## Historia
En junio de 2002, la banda Pechanga de Luiseño indios abrió la estación de esquí 262 millones dólares Pechanga y complejo Casino. El complejo, que fue diseñado para poner de relieve la cultura de la tribu Luiseño, incluyó: un 85 000 ft² (7896,8 m²) casino, sala de exposición de 1.200 asientos, 15 000 ft² (1393,5 m²), 14-story (522-habitación) de hoteles y 38 800 ft² (3604,6 m²) centro de convenciones, 200-Cabaret Lounge asiento, Eagle's Nest Lounge y siete restaurantes.
En noviembre de 2004, un 100 000 ft² (9290,3 m²) expansión se abrió añadir el espacio de juego adicionales, un área de alto límite de juegos, un área de patio de comidas, de 54 de mesa y sala de póquer de Kelsey, un tema deportivo restaurante.
Los huéspedes deben tener 21 años para jugar en la propiedad, el límite de edad se elevó de 18 en 2003.

## Casino
El piso del casino 188.000 pies cuadrados es una de las más grandes del mundo y el más grande de la Western United States. Cuenta con 3.400 Vegas máquinas tragamonedas estilo, 12,7 ft² (1,2 m²) de casino-piso con zona de fumadores de 300 máquinas tragamonedas y 130 juegos de mesa, una habitación de no fumadores de póquer con 54 mesas, y 14,7 ft² (1,4 m²) de alto límite de Juegos de Azar Superficie con alto límite Salón con un salón para cenas privadas.

## Hotel
El Pechanga Hotel incluye 517 habitaciones, incluyendo 64 suites, así como terraza con piscina y spa, bar y servicio de alimentos, tres tiendas y un club de salud, recientemente remodelado.

## Viaje en Pechanga

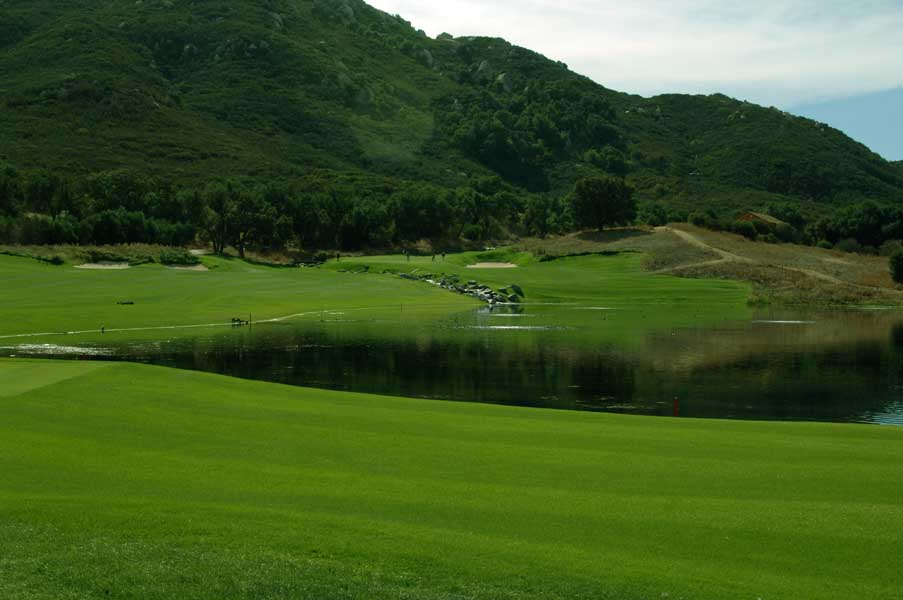
Journey's Hole cinco
de número

El campo de golf, Viaje en Pechanga, inaugurado en agosto de 2008, y el club abrió de noviembre siguiente. Sus características son:
Par 72, 7.219 yardas diseñado por Arthur Hills campeonato de 18 hoyos abierto al público
7 millas de senderos de compra
Carretones equipado con un sistema GPS con puntas de curso y la narración de EE.UU. Ryder Cup Team capitán Corey Pavin
Pavin es el oficial de turismo Pro para el curso
El viaje fue calificado como el 4 "Best New Course You Can Play" por la revista Golf en la cuestión de enero de 2009
62.000 metros cuadrados, casa club
2.800 metros cuadrados, tienda de golf
150 casilleros
Journey's End - el último restaurante en Pechanga abierto para el desayuno y el almuerzo
Viaje a la carta - snack bar situado en la choza de arranque
En noviembre de 2008, un 62 ft² (5,8 m²) club fue inaugurado.
Golf.com ha incluido el viaje en Pechanga como los diez campos de golf se puede jugar.

## Spa Pechanga

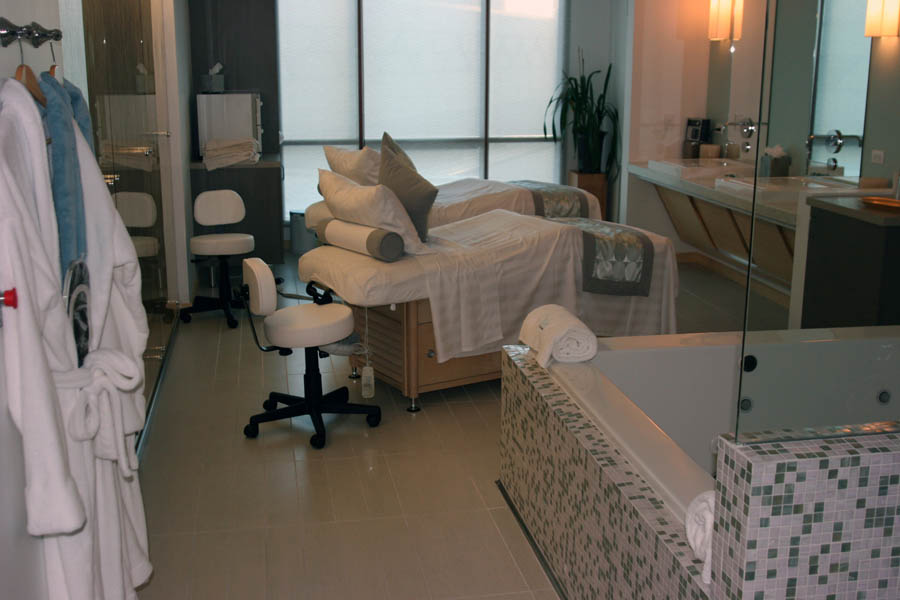
Spa Pechanga habitación de pareja's.

En noviembre de 2008, Spa Pechanga abrió un centro de gran expansión con diez salas de terapia, una sauna de vapor, un cabello de servicio completo y salón de belleza y sala de masajes de una pareja.

## Restaurantes
De ocho restaurantes y un patio de comidas, incluyendo:
8The Steakhouse Gran Encina - Chef Chris O'Connell. Ganador de "Wine Spectator Award of Excellence" de seis años en una fila, la Gran Encina ofrece más de 900 selecciones en su lista de vinos.
- Paisano's "Ristorante Italiano - Chef Shawn Thaden.
- Fideos Blazing - Chef Simon Nakhapreecha. Con Pan-especialidades asiáticas.
- Mariscos Gruta - Chef Kevin Hendrickson.
- Kelsey's chef - Javier Castro. Deportes restaurante temático.
- Buffet
- Pechanga Café
- Journey's End - Chef David Fune & Dan Saechang. Abierto para desayuno y almuerzo.
- Tentaciones de Alimentos Walk - con Pronto (Italiano), American Classics, Agave (Mexicano), Little Wok (Chino), Parkway Deli (Nueva York, sándwiches estilo), Caffe Cacao (café y postres).

Pechanga también sirve menú de servicio de habitaciones para personas que pedir comida en la habitación.

## Entretenimiento
El Teatro Salón Pechanga, un lugar de 1.200 asientos, ha sido anfitrión de los musicales de Broadway y el titular de los actos musicales, entre ellos Bob Dylan, el mago David Copperfield y el comediante Jerry Seinfeld, entre otros. Otros lugares de ocio en Pechanga incluyen el Club de la Comedia en Pechanga, el Cabaret Lounge, y Eagle's Nest Lounge, que se encuentra en la planta superior de la torre del hotel.

## Pechanga RV Resort

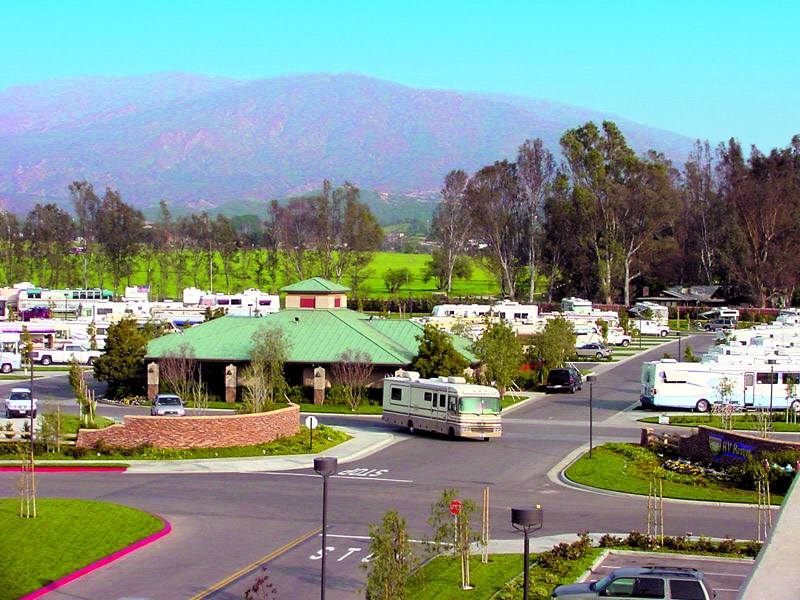
Pechanga RV Parque.

El complejo Bungalós adyacente ofrece 168 lugares de sombra de árboles con total eléctrica (20, 30 y 50 amperios), agua, televisión por cable y servicio de alcantarillado, el 25 de pull-a través de sitios, una piscina climatizada y dos jacuzzis, dos clubes grandes, zona de mascotas, y la Estación de Gas Pechanga.

## Reunión/convenio de espacio
Pechanga Resort & Casino tiene el mayor espacio de reunión en el Temecula Valley recibiendo muchos grandes eventos en el Gran Salón de Baile. Espacio de reunión en las instalaciones incluye: 53 ft² (4,9 m²) pies cuadrados de espacio flexible para reuniones y convenciones y 13 salas para grupos individuales, 60.000 pies cuadrados de espacio para reuniones al aire libre, de 22 ft² (2 m²) pies cuadrados Grand Ballroom (divisible en 3 secciones), y un 125-teleconferencia centro del asiento de conferencias.

## Impacto de económico
Pechanga Resort and Casino es Temecula Valley's el número de un empleador, con cerca de 4.100 empleados y el segundo empleador privado más grande de Condado de Riverside, detrás de la cadena de supermercado, Stater Bros.